# Chuko
« Cheko » redirige ici. Pour les autres significations, voir lac Cheko.
Cheko ou Chuko est un woreda de la région Sidama, en Éthiopie. Rattaché à la région des nations, nationalités et peuples du Sud jusqu'à la régionalisation de la zone Sidama en 2020, ce woreda a 167 300 habitants en 2007.

## Origine et nom
Ce woreda s'est détaché de son voisin Aleta Wendo, avant le recensement de 2007.
Son centre administratif est Cheko, également connu sous le nom de Ch'iko ou Chucko sur différentes cartes, tandis que le woreda s'appelle principalement Cheko,, ou Chuko.

## Situation
Le woreda est bordé au sud par la zone Ouest Guji de la région Oromia.
Son centre administratif se trouve 60 km au sud d'Hawassa sur la route Addis-Abeba-Nairobi ou transafricaine 4.
|            | Dale           |             |
| Loko Abaya | Cheko ou Chuko | Aleta Wendo |
|            | Abaya (Oromia) | Dara        |

## Population
Le recensement national de 2007 fait état d'une population de 167 300 habitants dans le woreda dont 3 % de citadins qui sont les 5 673 habitants du centre administratif.
Environ 90 % des habitants du woreda sont protestants, 2 % sont orthodoxes, 2 % sont catholiques, 2 % sont de religions traditionnelles africaines et 1 % sont musulmans.
En 2022, la population du woreda est estimée à 225 450 personnes avec une densité de population de 732 personnes par km2 et 308 km2 de superficie,.